# Río Blanco (Nikaragua)
Río Blanco – miasto w Nikaragui; 18 600 mieszkańców (2006). Przemysł spożywczy, włókienniczy.